# Теодорих Велики
Теодорих Велики (рођен 454. године, умро 30. августа 526. године) је био краљ Острогота (488–526), регент Визигота (511–526) и владар Италије. Рођен је годину дана након што су се Остроготи ослободили хунске власти. Био је син краља Теодемира.

## У Константинопољу учи технике владања и ратовања
У складу са обичајима тог доба након склапања мира између византијског цара Лава I и његовог оца Теодемира, још као млади дечак отишао је у Константинопољ као талац, тј. гарант мира између Острогота и Византије. Живот на двору у Константинопољу омогућио му је да много научи о војној тактици и начину владања великим царством. То му је касније одлично послужило кад је постао владар једног дела Римског царства са романизованом мешавином народа. Византијски цареви Лав I и Зенон су га ценили. Вратио се међу Остроготе кад је имао 20 година.

## Теодорих руши Одоакара
У то време Остроготи су се населили на византијским деловима Римског царства и били су тешко контролисани савезници Византије. Он покорава и уједињује готска племена на европском делу Источног римског царства. Цар Зенон га именује конзулом 484. године бојећи се да ће се од савезника претворити у непријатеља. Краљ је постао 488. године. Цар Зенон га је послао као свог мандатара у Италију да преузме власт од Одоакара, који је 476. године срушио Западно римско царство. Године 488. Теодорих је са својом армијом стигао у Италију, чиме су панонско подручје и Дунав остали без господара.
Побеђује у бикама код Исонза (489), Милана (489) и Аде (490). Године 493. заузима Равену и лично убија Одоакра.

## Просвећени варварин
Слично као и Одоакар, Теодорих је био вицекраљ, али за разлику од Одоакара он је поштовао договоре, а и римским грађанима је допуштао да се држе римских закона, док су се Готи држали својих обичаја. Теодорих је био први успешно истренирани вођа једног од варварских народа, који је асимилиран и цивилизиран, до те мере да је постао користан.

## Краљ Визигота и Острогота
Теодорих Велики је био и савезник Франака женидбом са Хлодовеховом сестром. Међутим, због Хлодовехове жеље да влада Готима довеле су до бројних чарки и битки између 506. и 523.
Пошто је био регент малолетног визиготског краља, његовог унука Амалариха, Теодорих Велики је био у ствари и краљ Визигота. Теодорих ће да створи остроготску државу у Италији коју ће проширити по целој Далмацији у римским границама, све до Колубаре и читав Срем са Сингидунумом (Београдом).
Теодорих је такође заустављао Вандале.

## Пропаст Остроготског краљевства
После смрти у Равени 526. године, наследио га је унук Аталарик, који је био малолетан, па му је мајка Амаласвинта била регенткиња до 534. Међутим, након Аталарикове смрти почеле су борбе око власти које су привукле пажњу амбициозног источноримског (византијског) цара Јустинијан I. Ипак, Остроготи су пружили жилав отпор од 535. до 553. године тако да је Готски рат окончан победом Византинаца под командом војсковође и евнуха Нарзеса.

## Јунак германског епа о Нибелунзима
Нибелунзи су рад анонимног песника настао око 1200. године. По овом спеву Рихард Вагнер је компоновао чувени Прстен Нибелунга од 4 опере. Називан је „Германска Илијада“. Сматра се да је један од главних јунака Прстена Нибелунга Дитрих из Берна (Dietrich von Bern) заснован на Теодориховој личности. У епу Дитрих је приказан као архетип праведног владара. Са историјским Теодорихом повезује га Берн тј. Верона (на средњонемачком Берн је назив за Верону), једна од резиденција славног остроготског владара.